# Teresa Amélia de Saxe-Altemburgo
Teresa Amélia Carolina Josefina Antónia de Saxe-Altemburgo (em alemão:  Therese Amalie Karoline Josephine Antoinette ; Ansbach, 21 de dezembro de 1836 — Palácio de Haga, 9 de novembro de 1914) foi a esposa do príncipe sueco, Augusto, Duque de Dalarna.

## Juventude
Filha do príncipe Eduardo de Saxe-Altemburgo e da princesa Amélia de Hohenzollern-Sigmaringen, Teresa passou a infância na Baviera. A sua mãe morreu quando ela tinha cinco anos e o seu pai quando tinha dezasseis anos, por isso Teresa passou a viver, a partir dessa idade, com a sua prima, a rainha Maria de Hanôver e um tio materno.

## Biografia
Em 1864, o príncipe Augusto da Suécia e Noruega visitou-se em Düsseldorf, e passado uma semana foi anunciado o noivado. Casaram-se em Altemburgo, dia 16 de abril desse ano e, a partir de então, passou a ser princesa da Suécia e Noruega e duquesa de Dalarna.

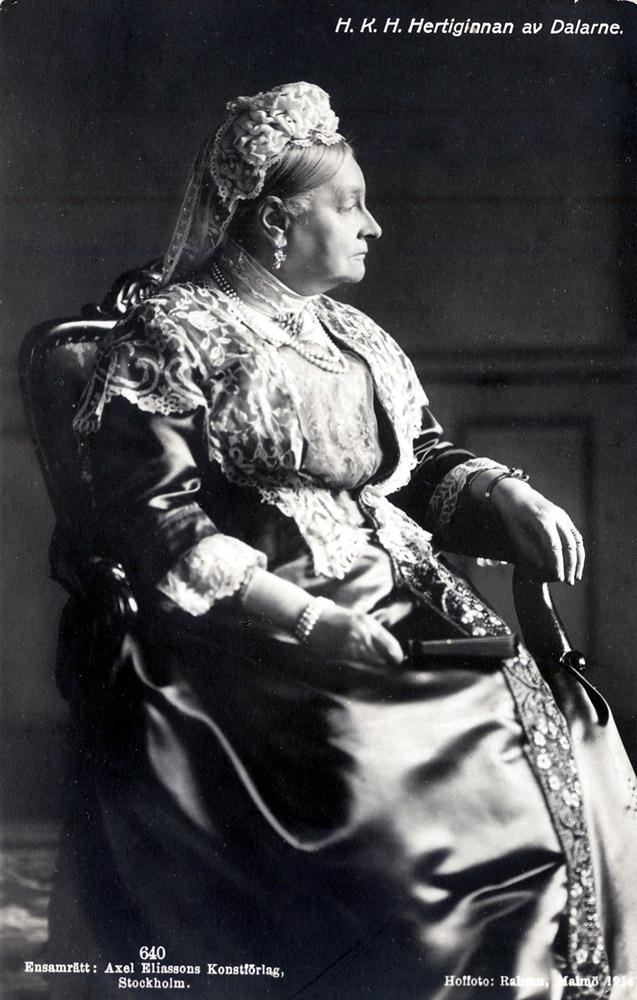
Teresa em 1890

Na Suécia, o seu nome era "Teresia" e era descrita como tendo uma aparência pequena e frágil. Teresa e Augusto nunca estiveram apaixonados, mas eram bons amigos, vivendo juntos sem problemas. Teresa tinha problemas mentais e uma tendência para desmaios. Uma vez Augusto disse: "As pessoas chamam-me estúpido, mas deviam ouvir a minha Teresa!" Teresa era amiga da sua cunhada Eugénia e passava os verões com ela em Gotlândia. Interessava-se por música e estava muitas vezes presente no seu lugar reservado na Academia Real de Música da Suécia.
Depois de ficar viúva em 1873, Teresa passou a ter Louis De Geer como guardião. Nessa época, manteve correspondência com Ohan Demirgin, um conhecido artista cómico arménio que ela tinha conhecido em 1868 quando a sua presença na corte sueca provocou um escândalo. Em 1875, Fritz von Dardel escreveu: "A duquesa de Dalarna está agora a ser declarada louca pelos seus parentes na Alemanha e, a seu pedido, vai passar o inverno na Suíça para ser tratada por um médico."
Regressou à Suécia em 1890, onde passou a viver na Palácio de Haga, o que fez com que passasse a ser conhecida como duquesa de Haga. Tornou-se conhecida pelos seus cozinhados e comia tanto que acabou por ficar obesa nos seus últimos anos de vida. Morreu em 1914.